# Joseph Plunkett

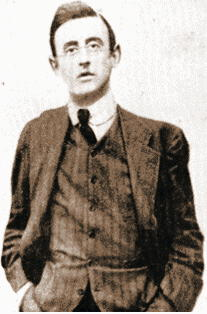
Joseph Plunkett (ca. 1910)

Joseph Mary Plunket (irisch Seosamh Máire Pluincéid, * 21. November 1887 in Dublin; † 4. Mai 1916 ebenda) war ein irischer Nationalist, Republikaner, Dichter, Journalist, Revolutionär und Anführer des Osteraufstandes 1916.

## Leben und Wirken

### Kindheit und Ausbildung
Plunkett wurde in der Upper Fitzwilliam Street 26 in einem der wohlhabendsten Bezirke Dublins geboren. Seine Eltern stammten aus wohlhabenden Verhältnissen, und sein Vater, George Noble Plunkett, war zum Römischen Grafen ernannt worden.
Plunkett erkrankte in jungen Jahren an Tuberkulose und verbrachte einen Teil seiner Jugend in den wärmeren Klimazonen des Mittelmeers und Nordafrikas. Er lebte einige Zeit in Algier, wo er arabische Literatur und Sprache studierte und Gedichte auf Arabisch verfasste. Er besuchte die Catholic University School (CUS) und das von Jesuiten geführte Belvedere College in Dublin sowie das Stonyhorst College in Lancashire, wo er  militärisches Wissen erwarb. Plunkett interessierte sich zeitlebens aktiv für das irische Kulturerbe und die irische Sprache, studierte außerdem Esperanto und war einer der Gründer der Irish Esperanto League. Er trat der Gaelic League bei und begann ein Studium bei Thomas MacDonagh, mit dem er eine lebenslange Freundschaft schloss. Beide waren Dichter mit Interesse für das Theater sowie frühe Mitglieder der Irish Volunteers, deren provisorischem Komitee sie beitraten.
Plunketts Interesse am irischen Nationalismus übertrug sich auf seine Familie, vor allem seine jüngeren Brüder George und John sowie seinen Vater, der sein Anwesen in Kimmage im Süden Dublins als Trainingslager für junge Männer nutzte, die sich dem britischen Wehrdienst für den Ersten Weltkrieg entziehen und stattdessen für Irland kämpfen wollten.

### IRB-Beteiligung
Im Jahr 1915 trat Plunkett der Irischen Republikanischen Bruderschaft (IRB) bei und wurde bald darauf nach Deutschland entsandt zu einem Treffen mit Roger Casement, der im Auftrag der irisch-amerikanischen Nationalisten des Clan na Gael mit der deutschen Regierung verhandelte. Da Casement allerdings kein Mitglied des IRB war, sollte Plunkett den offiziellen Kontakt der Organisation zu Deutschland herstellen, um deutsche Hilfe für den geplanten Aufstand auszuhandeln. Plunkett erhielt das Versprechen einer deutschen Waffenlieferung.
Plunkett war eines der Gründungsmitglieder des IRB-Militärkomitees, das für die Planung des Osteraufstandes verantwortlich war. Kurz vor Beginn des Aufstands wurde Plunkett wegen gesundheitlicher Probleme ins Krankenhaus eingeliefert und einige Tage vor Ostern an den Halsdrüsen operiert. Er konnte am Aufstand aufgrund seines Gesundheitszustands nicht wirklich aktiv mitwirken, nahm jedoch seinen Platz im General Post Office neben anderen Führern des Aufstands wie Patrick Pearse und Thomas James Clarke ein. Sein Adjutant war Michael Collins.

### Eheschließung, Hinrichtung und Nachbetrachtung
Nach der Kapitulation wurde Plunkett im Kilmainham Gaol festgehalten und von einem Kriegsgericht zum Tode durch Erschießen verurteilt. Sieben Stunden vor seiner Hinrichtung heiratete er in der Gefängniskapelle die zum Katholizismus konvertierte Grace Gifford, die sich nach seinem Tod nicht wieder verheiratete.
Seine Brüder George Oliver Plunkett und Jack Plunkett schlossen sich ihm beim Osteraufstand an und wurden später wichtige Mitglieder der Irish Republican Army (IRA).
Der Hauptbahnhof in Waterford wurde nach Joseph Plunkett benannt, ebenso der inzwischen abgerissene Joseph Plunkett Tower in Ballymun und die Plunkett-Kaserne im Curragh Camp (County Kildare).

## Darstellung in der Kunst
Die irische Ballade „Grace“, geschrieben von Seán und Frank O’Meara, ist ein Monolog von Plunkett, der seine Liebe zu Grace und seine Liebe zur Sache der irischen Freiheit in den Stunden vor seiner Hinrichtung zum Ausdruck bringt. Die Ballade wurde vor allem von Jim McCann gecovert. Das Thema wurde auch von Rod Stewart besungen.
Joseph Plunkett wird außerdem in dem irischen Rebellenlied „Sean South of Garryowen“ erwähnt.

## Belege
1. ↑  Grace Gifford Plunkett auf Irish freedom. In: Google books. Abgerufen am 4. Februar 2020 (englisch).
2. ↑  Count Plunkett. Abgerufen am 4. Februar 2020.
3. ↑  Joseph Mary Plunkett: Ailing writer who shaped the rebellion. Irish Independent, abgerufen am 4. Februar 2020.
4. ↑  Lyrics of Grace. In: The Mudcat Cafe. 16. Mai 1998, abgerufen am 4. Februar 2020.
5. ↑  Grace auf YouTube, abgerufen am 4. Februar 2020 (nicht mehr abrufbar, da das Konto gekündigt wurde).
6. ↑  Grace - Rod Stewart - (Lyrics) auf YouTube, abgerufen am 4. Februar 2020.

| Personendaten    | Personendaten                                                                                               |
| ---------------- | --- |
| NAME             | Plunkett, Joseph                                                                                            |
| ALTERNATIVNAMEN  | Plunket, Joseph Mary; Pluincéid, Seosamh Máire (irisch)                                                     |
| KURZBESCHREIBUNG | irischer Nationalist, Republikaner, Dichter, Journalist, Revolutionär und Anführer des Osteraufstandes 1916 |
| GEBURTSDATUM     | 21. November 1887                                                                                           |
| GEBURTSORT       | Dublin |
| STERBEDATUM      | 4. Mai 1916                                                                                                 |
| STERBEORT        | Dublin |